# 印東常茂
印東 常茂（いんとう つねしげ）は、平安時代末期の武士。上総氏5代当主。平常澄の次男。上総広常の兄。子に長南重常、印東頼常、南郷師常、戸田常政。常重とも。下総国印東庄に因んで印東（伊東）次郎と号した。印東氏の祖。
兄・伊西常景が有していた上総氏及び房総平氏の惣領の座を、これを殺すことで強奪した。しかし、常茂が暴力的に惣領の座を得たことは上総氏及び他の房総平氏の間で激しい反発心を引き起こし、多くが常茂の許を離れて、その弟である介八郎広常の許に去った。
そこで常茂は当時下総の国守であった藤原親盛を通じて、その姻戚関係にあった平家と結びつくことで自己の地盤を固めようとした。実際、常茂は大番役として京に上洛している。
常茂が上洛している間の治承4年（1180年）8月4日に源頼朝が伊豆国で挙兵した。頼朝挙兵に、上総広常とその同族である千葉常胤が賛同して兵を挙げている。常茂の子息達は父親に反して広常に加勢したことが『源平闘諍録』に記載されている。
息子にも見捨てられた常茂は平維盛を大将とする頼朝追討軍に従事していたが、10月23日の富士川の戦いで討ち果たされた。かくして、房総平氏は広常の許で統一されることになった。他方、父親と一線を画して源氏に加勢した常茂の子息は御家人として存続することが許された。